# Адмирал (филм)
Адмирал (рус. Адмира́лъ) је руска ратна и историјска драма са елементима романсе из 2008. године. Кроз филм, који прати последње године живота руског вице-адмирала и доцнијег вође Белоармејаца Александра Колчака прожимају се историјски догађаји у Русији с' почетка XX века и романтична прича главног актера филма са песникињом Аном Тимирјовом.
Сценарио су написали Владимир Валуцки и Зоја Кудрја, а режију филма потписује Андреј Кравчук. Са буџетом од преко 20 милиона долара, Адмирал је један од најскупљих руских филмова у историји.
Кравчук је овај филм описао речима: „Ово је филм о човеку који покашава да активно ствара историју, човеку који упркос превирањима наставља да се бори, човеку који чува своју част и достојанство. Човеку који наставља и да воли. “
Руска премијера одржана је 9. октобра 2008. године, а два дана раније одржана је и предпремијера у Москви. Због великог успеха филма крајем 2009. направљена је и серијска верзија од 10 епизода у трајању по 48 минута које су се емитовале на руском Првом каналу.
Главне улоге у филму тумаче Константин Хабенски и Јелисавета Бојарска.

## Синопсис
Радња филма одвија се у периоду 1916/20. у доба распада Руске империје, две револуције (Фебруарске и Октобарске) и грађанског рата. Уз позадину „умируће Царевине“, прича прати последње године живота адмирала Александра Колчака (Константин Хабенски) који до краја живота остаје веран својим идеалима, својој отаџбини и својој истинској љубави Ани Тимирјовој (Јелисавета Бојарска).
Прича почиње 1916. негде на Балтичком мору. Брод којим командује контра-адмирал Колчак у току постављања мина у немачким територијалним водама наилази на далеко моћнији разарач СМС Фридрих Карл. Излаз из наоко безизлазне ситуације ствара управо Колчак који успева да погоди управљачки мост противничког брода и тако делимично онеспособи непријатеља. Међутим једини излаз било је повлачење преко властитог минског поља. У тренутку прелаза преко минског поља, а док их немачки брод прати, руски морнари клече на коленима и моле се заједно са свештеником. На крају Колчаков брод ипак успева сигурно да прође кроз минско поље, немачки разарач бива потопљен након експлозије једне од мина.
Касније у бази руске морнарице у Кронштату, Колчак се упознаје са Аном Тимирјовом, супругом њему подређеног официра али и блиског пријатеља Сергеја Тимирјева (Владимир Вјетров). Између њих двоје се рађа љубав. Сазнавши за то његова супруга Софија (Ана Коваљчук) одлучује да га остави и оде за Петроград заједно са њиховим сином, шестогодишњим Сашом. Међутим он јој не дозвољава и подсећа је да је она његова једина и вечна супруга.
Иако је његова љубав према Ани сваким даном бивала све већа, он одлучује да прекине сваки контакт са њом.
Нешто касније, цар Николај (Николај Бурљајев) га унапређује у чин вицеадмирала и команданта црноморске флоте у Севастопољу. Пре одласка на Крим, Колчак Ани упућује опроштајно писмо.
Месец је фебруар, година 1917. У Русији је дошло до Фебруарске револуције, Цар је абдицирао са власти. Револуционари су разоружали и стрељали све официре у Кронштадској бази. Сергеј успева да побегне са губилишта и истог дана напушта град заједно са Аном и одлази у Петроград. Револуција се проширила и ка југу, ка Криму. Група одметнутих морнара захтева од Колчака и његових официра у Севастопољу да предају оружје и одступе са дужности. Колчак пристаје да би избегао крвопролиће и баца свој мач у море.
Нешто касније Колчак одлази у Петроград на позив тамошњег вође совјета Александра Керенског који му нуди место министра одбране у новој револуционарној влади. Међутим Колчак отворено критикује Керенског и револуционаре због недисциплине у војсци и морнарици на шта га Керенски оптужује за контрареволуционарне активности и шаље га у изгнанство у САД уз изговор да „америчким савезницима треба искусан војни кадар у борби против Немаца“.
Након Октобарске револуције Ана заједно са Сергејем који је сада на функцији комесара у служби Бољшевика путује Транссибирском железницом ка истоку, где је Сергеј требало да учествује у расформирању пацифичке флоте. У возу Ана сазнаје да се Александар вратио из изгнанства и да у Омску предводи антикомунистички одред Белогардејаца. Она свом супругу саопштава вест и одлучи да напусти воз и крене ка Омску. Сергеј, схвативши да је у овој ситуацији немоћан помаже супрузи да спакује ствари и жели јој срећу у новом животу.
У Омску Ана проналази Александра али му се не јавља. Чувши његово говор о победи и обнови Руске империје, доноси одлуку да као медицинска сестра помаже рањеним војницима, страдалим у већ разбукталом грађанском рату. Након што су бољшевици кренули ка Омску, Колчак одлучује да жртвује град и повуче се ка Иркутску који је требало да буде нови центар нове антикомунистичке Русије. Током евакуације Омска један од белогардејаца препознаје Ану и јавља то Колчаку. Александар сазнавши за то чини све да је пронађе и даје себи чврсто обећање да је више никада неће напустити и да више никада неће направити ту грешку. У возу који је ишао ка Иркутску, Александар је признао Ани да је она његова једина љубав, и да је послао писмо својој супруги Софији у Париз у којем тражи развод. Ана у почетку одбија да одговори на његово питање, јер њој је било довољно и да буде близу њега, али на крају ипак пристаје.
Иркутском је у то време управљао француски генерал Морис Жанен и Чехословачкa легијa, савезници који су у Руском грађанском рату стали на страну контрареволуције. Његова војска је била у потпуности без оружја и опреме, а сам генерал Жанен уцењен од стране бољшевика: или да преда Колчака совјетима или ће и њега сматрати колаборационистом. У тренутку док су копнене јединице белогардејаца марширале ка Иркутску, Колчак је ухапшен у свом возу од стране чешких легионара. Ана је инсистирала да и она буде ухапшена заједно са њим.
Импровизовано суђење пред локалним совјетом завршено је по кратком поступку. Пресуда је гласила „смрт стрељањем“. Александар Колчак је стрељан на обалама реке Ангаре, а његово тело је кроз лед бачено у смрзнуту воду. Ана је депортована у гулаг у којем је провела 30 година.
Филм се завршава у 1964. години. Ана присуствује проби једне од балских сцена из Рата и мира, када се глумац који је глумио конобара случајно спотакне крај ње и разбије чашу вина. У њој се буде успомене. На исти такав начин она је упознала Александра Колчака 48 година раније. Филм се завршава њеним маштањем о плесу са вољеним јој Александром, плесу до којег никада није дошло.
На крају филма у потписима су приказане судбине свих главних ликова.

## Улоге
| Глумац                | Улога                                           |
| --------------------- | ----------------------------------------------- |
| Константин Хабенски   | адмирал Александар Колчак                       |
| Јелисавета Бојарска   | Ана Тимирјова                                   |
| Јегор Бероев          | контраадмиралМихаил Смирнов (Колчаков пријатељ) |
| Сергеј Безруков       | генерал Владимир Капељ                          |
| Ана Коваљчук          | Софија Колчак                                   |
| Барбара Бриљска       | Роза Карловна                                   |
| Владислав Вјетров     | Сергеј Тимирјов                                 |
| Николај Бурљајев      | цар Николај II                                  |
| Виктор Вержбицки      | Александар Керенски                             |
| Кирил Плетнев         | официр Фролов                                   |
| Игор Шмаков           | војник                                          |
| Константин Стрељников |                                                 |
| Анатолиј Пашинин      |                                                 |
| Николај Реутов        |                                                 |
| Олег Фомин            | официр Подгурски                                |
| Александар Ефимов     | официр Удинцев                                  |
| Александар Лазарев    | генерал-мајор Дмитри Лебедев                    |
| Ришар Боринже         | генерал Морис Жанен                             |
| Андреј И              | атаман Григориј Симјонов                        |
| Александар Баргман    | вођа побуне морнара                             |
| Сергеј Власов         |                                                 |

## Историјска позадина
Филм прати историјске догађаје кроз последње године живота руског адмирала и једног од вођа Белогардејаца. Александар Васиљевич Колчак (16. новембар 1874 — 7. фебруар 1920) је био и председник привремене белогардејске владе у Сибиру. Учествовао је у Руско-јапанском рату и у Првом светском рату. Као научник и океанограф учесник је више поларних експедиција (1900 — 1903), а њему у част једно од острва у Карском мору носи његово име.
Иако сам филм садржи и неколико историјски погрешних података, редитељ је то објаснио чињеницом да је радња филма фокусирана на личност. Поента целе приче је да се част, достојанство и морал могу сачувати у било каквим животним околностима.

## Музика из филма
Музику за филм компоновао је Игор Матвјенко на текстове песникиње Ане Тимирјове који су настали у спомен на адмирала Колчака.
Насловну нумеру из филма под називом »Ана« изводи руска певачица Викторија Дајнеко. Другу нумеру под насловом »Вопреки« изводи Валериј Меладзе (текст Константин Меладзе). Песму »Мой Адмирал« изводи рок група Љубе.